# Castillon-du-Gard
Castillon-du-Gard is een gemeente in het Franse departement Gard (regio Occitanie) en telt 1115 inwoners (2005). De plaats maakt deel uit van het arrondissement Nîmes. Castillon-du-Gard telde op 1 januari 2022 1.681 inwoners.

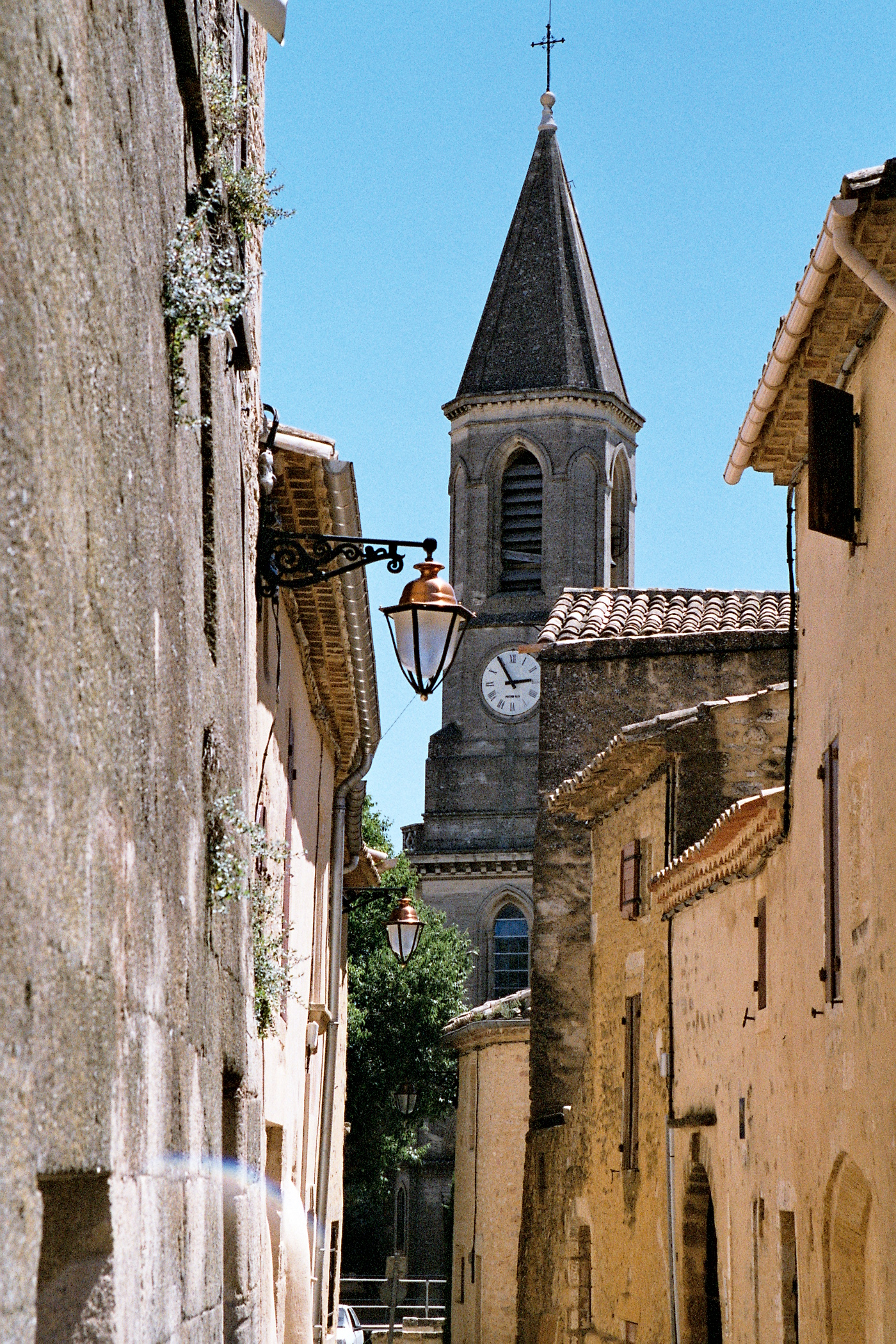
Steegje en kerk

## Geografie
De oppervlakte van Castillon-du-Gard bedroeg op 1 januari 2022 17,38 vierkante kilometer; de bevolkingsdichtheid was toen 96,7 inwoners per km².

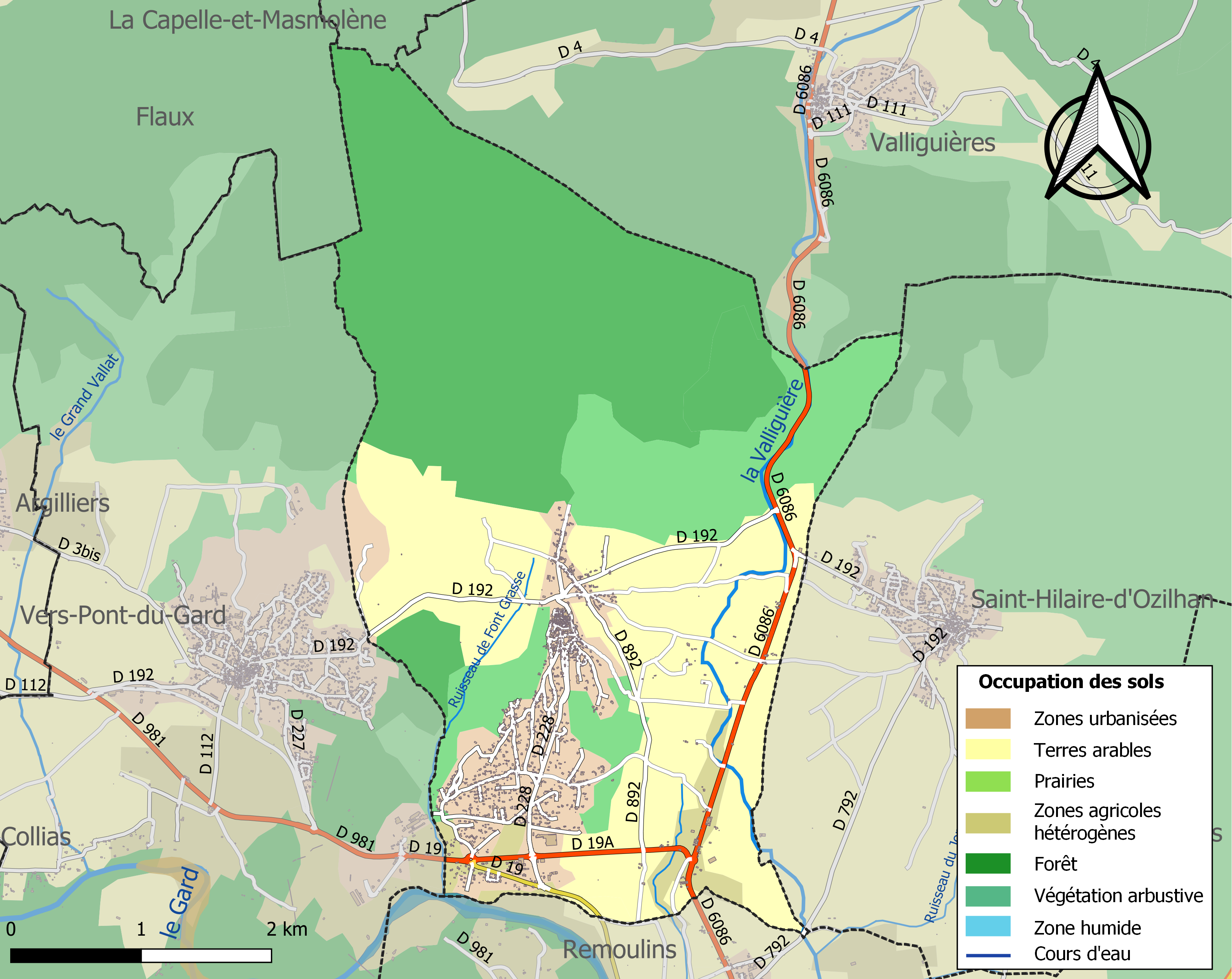
Kaart van de gemeente met belangrijkste infrastructuur, bodemgebruik en omliggende gemeenten

## Demografie
Onderstaande figuur toont het verloop van het inwonertal (bron: INSEE-tellingen).